# Sonata de primavera (novela)
La Sonata de Primavera, del escritor español Ramón María del Valle-Inclán, es un libro publicado en 1904. Forma parte de la tetralogía de Sonatas modernistas, que tienen como protagonista al marqués de Bradomín, «alter ego» del escritor gallego, recuperando el mito donjuanesco.

## Trama
En la Sonata de Primavera, la acción transcurre en Italia, cuando el marqués llega a un palacio de la ciudad ficticia de Ligura (trasunto de Roma), para entregar un mensaje del Papa a monseñor Gaetani, que moribundo, hace que sea recibido por la princesa Gaetani, cuñada del prelado y madre de cinco hermosas hijas. El marqués queda prendado de la hija mayor, María del Rosario, que está en trance de ingresar en un convento, lo que, siguiendo el mito de Miguel de Mañara provocará que él despliegue sus dotes de seductor.
En el año 2004 se estrenó una ópera basada en la novela, en el Teatro Argentino de La Plata, adaptada por Alejandro Fontenla, con música de Jorge Fontenla.